# 関屋 (新潟市)
- 日本 > 新潟県 > 新潟市 > 中央区 (新潟市) > 関屋 (新潟市)
- 日本 > 新潟県 > 新潟市 > 西区 (新潟市) > 関屋 (新潟市)

関屋（せきや）は、新潟県新潟市中央区ならびに西区に存在する地域名の一つで、住所としても存在しており、関屋を冠した地名が15存在する。

## 概要
1904年（明治37年）から現在までの大字名で、新潟島の西部に位置する。西蒲原郡の旧関屋村古新田が前身で、新潟区が市制施行に伴い合併して以来、新潟市の一地名として現在も名前が残っている。
1927年（昭和2年）から東部の宅地化が進められた。1948年（昭和23年）から1976年（昭和51年）にかけて一部が町名施行され、現在では海岸部に地名が残るのみとなっている。2007年に新潟市が政令指定都市に移行し旧新潟市関屋については行政区設置の伴って中央区と一部を西区にそれぞれ設定された。

## 歴史
近世
関屋村古新田は江戸期から1889年（明治22年）までの新田名で関屋村とも称した。地名の由来は、上杉謙信の家臣である関屋某という人物がこの地に住みついたことによる。
1868年（慶応4年）には関屋金鉢山は、北越戊辰戦争時の新政府軍の本拠地もあり（現在の金鉢山公園の頂に陣を構えていたとされている）、壮絶な内戦の舞台となり関屋戊辰戦争とも言われている。旧幕府軍の奥羽越列藩同盟に列した米沢藩家老の色部長門による功績と慰霊を込め、討死した地（新潟県立新潟高等学校前の関屋下川原町）に追念碑を建立し、その史実を後世に残す為に戊辰公園として保護されている。
金鉢山を公園化するにあたり造成工事を行ったところ戊辰戦争時のものと見られる遺骨や軍刀などが見つかっており、未だ両軍の殉難者の遺骨の多くが金鉢山公園を中心とした関屋地区一帯に埋まっているとも言われている。
古代
縄文海進の影響関屋地区は、7000年前から3000年前まで海でした。
近代
1869年（明治2年）、亀田郷の農民が悪水抜きのための信濃川分水の掘割を強行。新潟町の反対にあい明治政府の説得で収束した。
1889年 (明治22年) 4月1日に市制の施行する新潟区と合併し、新潟市の大字となる。1896年（明治29年）、大川前に新潟硫酸株式会社の工場が建ったことで、明治40年代の1907年から1917年には十数社の製油所が建つ工業地帯となった。
現代
1948年（昭和23年）から1965年（昭和40年）までの間、日本中央競馬会（JRA） の新潟競馬場が存在した（1965年に北蒲原郡豊栄町（当時。その後市制施行を経て現・新潟市北区）笹山に移設された）。現在の新潟競馬場で開催される中央競馬の重賞（GIII）競走の関屋記念は、旧新潟競馬場の場所を記念して創設されたものである。
1964年（昭和39年）、関屋分水路の工事が着手。新潟地震の影響で中断していたが、1965年（昭和40年）に工事が再開。1972年（昭和47年）に通水した。
2007年（平成19年）には新潟市が政令指定都市に移行された際、関屋地区は主に中央区に属したものの、一部の地域（関屋分水路以西の地域）は西区に属したため、関屋は行政区設置により分割された。

### 分立した町字
有明大橋町 (ありあけおおはしちょう)
1973年（昭和48年）から現在までの町名。町名は関屋分水路に架かる国道116号の有明大橋にちなむ。
有明台 (ありあけだい)
1956年（昭和31年）から現在までの町名。
汐見台 (しおみだい)
1968年（昭和43年）から現在までの町名。1964年（昭和39年）に発生した新潟地震の被災者のための応急仮設住宅が母体で、町名は砂丘上で日本海を眺望する場所であることにちなむ。
信濃町 (しなのまち)
1966年（昭和41年）から現在までの町名。大部分が競馬場跡地で、関屋分水法線地内居住者の移転代替地とされた。町名は信濃川に近いことにちなむ。
関新 (せきしん)
1973年（昭和48年）から現在までの町名、1丁目から3丁目がある。町名は、地内の大部分を占める関屋新町通を縮めたもの。
関南町 (せきなんちょう)
1961年（昭和36年）から現在までの町名。1960年前半（昭和30年代後半）から宅地化。町名は関屋の最も南に位置することから。
関屋大川前 (せきやおおかわまえ)
1973年（昭和48年）から現在までの町名で、1丁目から2丁目がある。新潟市中央区関屋大川前。町名は旧来の字名・通称名にちなむ。関屋大川前地区（関屋大川前・関屋恵町・関新・関南町・有明台など）は古くからの地元住民やその家系の人を中心に、また他地域の人でも特に年配者には「関屋団九郎（せきやだんくろ（う））」の別称で呼ぶ人も多い。（単に団九郎と言われる場合が多い）
団九郎の由来については「団九郎という剛の者がいて、街道筋の悪者に備えた」という説や、「団九郎という茶屋があった」という説がある。
関屋御船蔵町 (せきやおふなぐらまち)
1948年（昭和23年）から現在までの町名。中央区関屋御船蔵町。近世に長岡藩の蔵があった付近であるといわれ、町名は字名の御船蔵前割・御船蔵前掘端割などにちなむ。
関屋金鉢山町 (せきやかなばちやまちょう)
1948年（昭和23年）から現在までの町名。中央区関屋金鉢山町。町名は金鉢山にちなむ。
関屋金衛町 (せきやきんえいちょう)
1948年（昭和23年）から現在までの町名、1丁目から2丁目がある。中央区関屋金衛町。町名は近世後期以来関屋村古新田の庄屋を務めた斎藤金衛の名にちなむ。
関屋下川原町 (せきやしもかわらちょう)
1948年（昭和23年）から現在までの町名、1丁目から2丁目がある。中央区関屋下川原町。町名は、字名の下川原道東側割・下川原道西側割などにちなむ。
関屋昭和町 (せきやしょうわちょう)
1948年（昭和23年）から現在までの町名、1丁目から3丁目がある。中央区関屋昭和町。町名は年号にちなむ。
関屋新町通 (せきやしんまちどおり)
1948年（昭和23年）から現在までの町名。1973年（昭和48年）からは1丁目から2丁目がある。中央区関屋新町通。1878年（明治11年）以降に開田され、昭和初期に宅地造成された。
関屋田町  (せきやたまち)
1948年（昭和23年）から現在までの町名、1丁目から4丁目がある。中央区関屋田町。1878年（明治11年）以降に開田され、昭和初期に宅地造成された。町名は宅地造成前の景観にちなむ。
関屋浜松町 (せきやはままつちょう)
1954年（昭和29年）から現在までの町名。中央区関屋浜松町。
関屋堀割町 (せきやほりわりちょう)
1976年（昭和51年）から現在までの町名。西区関屋堀割町。堀割町と通称されていた地域が1972年（昭和47年）に開通した関屋分水路によって分断され、東側が先に堀割町となったのに対して関屋堀割町となった。2007年の新潟市の政令市移行の際に西区に設置された。
関屋本村町 (せきやほんそんちょう)
1948年（昭和23年）から現在までの町名、1丁目から2丁目がある。中央区関屋本村町。町名は、関屋の集落が近世以来あることにちなむ。
関屋松波町 (せきやまつなみちょう)
1948年（昭和23年）から現在までの町名、1丁目から3丁目がある。中央区関屋松波町。関屋田町などの造成のために土砂採取をした跡を宅地開発した。町名は元は松林であったことにちなむ。
関屋恵町 (せきやめぐみちょう)
1965年（昭和40年）から現在までの町名。中央区関屋恵町。
白山浦新町通 (はくさんうらしんまちどおり)
1948年（昭和23年）から現在までの町名。関屋の一部が改称。
浜浦町 (はまうらちょう)
1952年（昭和27年）から現在までの町名、1丁目から2丁目がある。主に戦後に宅地化した。
文京町 (ぶんきょうちょう)
1966年（昭和41年）から現在までの町名。大部分が競馬場跡地で、関屋分水法線地内居住者の移転代替地とされた。町名は文教風致地区にちなむ。
堀割町 (ほりわりちょう)
1973年（昭和48年）から現在までの町名。町名は、堀割りと通称堀割町にちなむ。2007年の新潟市の政令市移行の際に中央区に設置された。
弥生町 (やよいちょう)
1973年（昭和48年）から現在までの町名。

## 世帯数と人口
2018年（平成30年）1月31日現在の世帯数と人口は以下の通りである。
| 区     | 大字 | 世帯数  | 人口  |
| ------ | ---- | ------- | ----- |
| 中央区 | 関屋 | 101世帯 | 225人 |
| 西区   | 関屋 | 0世帯   | 0人   |

## 教育機関

### 小・中学校の学区
市立小・中学校に通う場合、学区は以下の通りとなる。
| 番地 | 小学校             | 中学校             |
| --- | ------------------ | ------------------ |
| 1番地5・21・37・46～85・87・89〜90・92・96・98 2番地1・11～14・16・18・21・26・29〜30・32・39 2番地44・48・63・65～80・83～87 262番地、1422番地 1425番地、1434～1436番地 1442番地、1474番地 | 新潟市立浜浦小学校 | 新潟市立関屋中学校 |
| 1番地88・94〜95・97・100 2番地9・88〜89 1061～1074番地、1076～1082番地 2456～2460番地、2462～2468番地                                                                                       | 新潟市立関屋小学校 | 新潟市立関屋中学校 |

### 大学
- 日本歯科大学新潟生命歯学部

### 高等学校
- 新潟県立新潟高等学校
- 新潟第一中学校・高等学校

### 中学校
- 新潟市立関屋中学校

### 小学校
- 新潟市立関屋小学校
- 新潟市立浜浦小学校
- 新潟市立有明台小学校

## 経済
既に畑は殆ど残っていないが、関屋地区で作付けされていた南瓜は「関屋南瓜」と言われ、生産されていた頃は「女池菜」「青山葱」などと共に一種のブランドのような扱いであった。

## 観光
関屋浜海水浴場（せきやはまかいすいよくじょう）
関屋にある海水浴場。

## 交通

### 鉄道路線
東日本旅客鉄道（JR東日本）
- 越後線
  - 関屋駅

新潟交通電車線
かつて南部の関屋大川前地区（関屋大川前・関屋恵町・関新・関南町・有明台など）には新潟交通電車線が通っていたが、1999年（平成11年）に廃止された。
- 東関屋駅